# محتاط (فیلم)
محتاط (انگلیسی: Discreet) یک فیلم به کارگردانی تراویس متیوس است که در سال ۲۰۱۷ منتشر شد.